# Cotinga cayana
Cotinga cayana е вид птица от семейство Cotingidae.

## Разпространение
Видът е разпространен в Боливия, Бразилия, Колумбия, Еквадор, Френска Гвиана, Гвиана, Перу, Суринам и Венецуела.